# Chaetozone andersenensis
Chaetozone andersenensis är en ringmaskart som först beskrevs av Augener 1932.  Chaetozone andersenensis ingår i släktet Chaetozone och familjen Cirratulidae. Inga underarter finns listade i Catalogue of Life.